# Сивков, Николай Семёнович
Никола́й Семёнович Си́вков (14 мая 1931, Усть-Ваеньга — 2 декабря 1993, Усть-Ваеньга, Архангельская область) — первый архангельский фермер в СССР.

## Биография
Родился в посёлке Усть-Ваеньга, относившемуся в то время к Березниковскому району Северного края.
В 1982 году ушёл из Усть-Ваеньгского леспромхоза и стал выращивать бычков для соседнего совхоза «Моржегорский». Хозяйство Сивкова находилось в Подвинье, в деревне Красная горка. Здесь фермер получил в аренду 194 гектара земли и создал кооператив «Красная горка». Так как Сивков имел в народе прозвище «Борода», то остров местные жители назвали Бородинский.
Скончался 28 декабря 1993 года в возрасте 62 лет, после 11 лет фермерства.

## Фильм «Архангельский мужик»
В 1986 году писатель и киносценарист Анатолий Стреляный и режиссёр Марина Голдовская сняли документальный фильм «Архангельский мужик», который в 1987 году был показан по Центральному телевидению (1986, МТФ в Каннах — Главный приз; 1989, Государственная премия СССР; 1999, Государственная премия России). Название фильма было выбрано авторами, так как «архангельским мужиком» в стихотворении Некрасова «Школьник» (1865) был назван Михайло Ломоносов.